# Estreito de Gaspar

Mapa náutico do Estreito de Bangka e do Estreito de Gaspar. Desatualizado — impróprio para navegação!

O estreito de Gaspar (ou estreito de Gelasa) é um estreito em forma de funil entre as ilhas indonésias de Bangka e Belitung. Liga o Mar de Java ao Mar da China Meridional.